# Margareta Avstrijska
Nadvojvodinja Margareta Avstrijska (nemško Margarete von Österreich, francosko Marguerite d'Autriche, nizozemsko Margaretha van Oostenrijk, špansko Margarita de Austria) (10. januar 1480 - 1. december 1530), princesa Asturije in savojska vojvodinja kot posledica dveh porok, je bila guvernerka Habsburške Nizozemske od leta 1507 do 1515 in spet od leta 1519 do 1530.

## Življenje

### Francija
Margareta se je rodila 10. januarja 1480, kot drugi otrok in edina hčerka Maksimilijana I. in Marije Burgundske, sovladarjev nizozemskih dežel. Bila je poimenovana po mačehini materi, Margareti Yorkški, vdovi dedinji vojvodine Burgundije, ki je bila še posebej blizu vojvodinje Marije. Leta 1482 je umrla Margaretina mati in njen starejši brat Filip Lepi, takrat star tri leta, je nasledil kot suveren nizozemske dežele, s svojim očetom Maksimilijanom kot regentom.
Leta 1482 sta njen oče in kralj Ludvik XI. Francoski podpisala Arrasovo pogodbo, s katero je njen oče obljubil Margaretino roko v zakon Ludvikovemu sinu Karlu. Zaroka je bila izvedena leta 1483. Margareta s Franche-Comté in Artois kot njeno doto je bila premeščena v skrbništvo francoskega kralja Ludvika XI., ki je kmalu zatem umrl. Bila je izobražena na francoskem kraljevem dvoru in se pripravljala na prihodnjo vlogo kraljice Francije. Bila je dvignjena kot fille de France (hčerka Francije), ki jo je vodila Madame de Segré, pod nadzorom zaročenkine sestre in regentke Ane Francoske. Več francoskih plemiških otrok je nadzorovala tudi Ana, med njimi Louise Savojsko, s katero se je kasneje pogajala o miru.
Margareta je razvila resnično ljubezen do Karla. Vendar se je jeseni leta 1491 odpovedal pogodbi in se poročil z Margaretino mačeho Ano, Bretansko vojvodinjo iz političnih razlogov. Francoski dvor je prenehal Margareto obravnavati kot kraljico v začetku leta 1491. Bretanska vojvodinja je bila poročena z Margaretinim očetom po pooblaščencu, vendar je bila njihova poroka razveljavljena. Margaret se do junija 1493 ni vrnila na dvor mačehine matere, potem ko je bila pogodba s Senlisa podpisana maja istega leta. Margareto je Karlova odločitev prizadela in je ostala z občutkom trajne zamere proti Franciji.

### Princesa Asturije
Da bi dosegel zvezo s kraljico Izabelo I. Kastiljsko in kraljem Ferdinandom II. Aragonskim, se je Maksimilijan začel pogajati o poroki njihovega edinega sina in dediča, Janeza, princa Asturije in Margarete, pa tudi o poroki njihove hčere, Ivane s Filipom. Margareta je zapustila Nizozemsko in pozno leta 1496 odšla v Španijo. Poroka je bila izvedena leta 1497. Janez je umrl po šestih mesecih, 4. oktobra. Margareta je ostala noseča, toda 2. aprila 1498 je prezgodaj rodila mrtvega otroka . Vdova princesa Asturska se je vrnila na Nizozemsko v začetku leta 1500, ko sta jo njen brat in snaha povabila, da bi bila botra novorojenemu sinu Karlu Avstrijskem.

### Savojska vojvodinja
Leta 1501 se je Margaret poročila s savojskim vojvodom Filibertom II. (1480-1504). Tudi ta zakon je bil brez otrok in vojvoda je umrl po treh letih. Margareta, ki jo je prizadela žalost, se je vrgla iz okna, a je bila rešena. Potem, ko je bila prepričana, da je pokopala svojega moža, je imela srce zaprto, da bi ga lahko ohranila za vedno . Zaobljubila se je, da se nikoli več ne bo poročila. Njen dvorni zgodovinar in pesnik Jean Lemaire de Belges jo je imenoval Dame de deuil [Žalujoča gospa]. 

### Regentka Habsburške Nizozemske
V izjemno uspešni karieri, ki je trajala od leta 1506 do svoje smrti leta 1530, je Margareta ustvarila novo podlago za ženske vladarice. Po zgodnji smrti njenega brata Filipa Španskega je novembra 1506 postala edina ženska, ki jo je kot vladarja izvolila reprezentativna skupščina Franche-Comté (njen naslov je bil potrjen leta 1509). Njen oče cesar Maksimilijan jo je imenoval za guvernerja Nizozemskih dežel in skrbnika svojega mladega nečaka Karla (prihodnjega Karla V., svetega rimskega cesarja) leta 1507. Iz svoje novo zgrajene palače v Mechelenu je Margareta delovala kot posrednica med njenim očetom in nečakovimi interesi na Nizozemskem, se pogajala o trgovinski pogodbi z Anglijo, ki je bila ugodna za flamske tkanine in je igrala vlogo pri oblikovanju Kambrejske lige (1508). Po njegovi polnoletnosti leta 1515 se je Karel obrnil proti njenemu vplivu, vendar jo je kmalu prepoznal kot enega izmed njegovih najbolj modrih svetovalcev in - edinega regenta, ki ga je vladar, ki ga je odpustil za nedoločen čas, ponovno imenoval - ponovno je bila guverner Nizozemske od leta 1519 do njene smrti 1. decembra 1530 . Leta 1529 se je skupaj z Luizo Savojsko pogajala o Cambraiski pogodbi, tako imenovanem Damskim mirom.
Njena vladavina je bila obdobje relativnega miru in blaginje za Nizozemsko, čeprav se je začela protestantska reformacija, zlasti v severni Nizozemski. Prvi protestantski mučeniki so bili zažgani na grmadi leta 1523. Imela je nekaj težav pri zadržanju vojvode Karla Gueldersa pod kontrolo. Lahko bi z njim podpisala Gorinchemsko pogodbo leta 1528, vendar se med njenim vladanjem problem ne bi dokončno rešil.

### Smrt
Novembra 1530 je ena od Margaretinih služkinj razbila steklen pehar. Razbito steklo se je zadrlo v Margaretino stopalo in rana je postala gangrenozna. Njeni zdravniki so priporočali amputacijo. Dala je soglasje za operacijo, sprejela zakrament in spremenila svojo voljo. Pred amputacijo pa je umrla, očitno zaradi prevelikega odmerka opija, ki ji je bil dan v pripravi na operacijo. 
Umrla je v Mehelenu, stara petdeset let, po imenovanju njenega nečaka Karla V., njenega univerzalnega in edinega dediča. Pokopana je v Bourg-en-Bresse, v veličastnem mavzoleju v kraljevem samostanu Brou, kot je naročila, da bi se spominjala njenega drugega moža. 
Ob stolnici v Mechelenu stoji njen kip.

## Pokroviteljica umetnosti
Margareta je bila dobro izobražena. Igrala je več instrumentov, dobro brala in pisala poezijo. Njen dvor v Mechelenu so obiskali veliki humanisti svojega časa, med njimi Erazem Rotterdamski, Adrian iz Utrechta (kasneje papež Hadrijan VI.) in Heinrich Cornelius Agrippa. Agrippa je posvetil svojo (verjetno) feministično delo Declamation on the Nobility and Preeminence of the Female Sex, ki je kasneje postalo zelo vplivno, Margareti. Imela je bogato knjižnico, ki je bila sestavljena predvsem iz nenavadnih, zgodovinskih in etičnih razprav (ki so vključevala dela Christine de Pizan) in poezijo. Imela je znameniti iluminirani rokopis Sijajni horarij vojvode Berrijskega (Très Riches Heures du duc de Berry). Naročila je nekaj lepih glasbenih rokopisov Pierra Alamira, da jih je pošiljala kot darila članom in njeni družini ter njenim političnim zaveznikom in imela več Chansonniers. Imela je dela Josquina des Preza, Johannesa Ockeghema, Jacoba Obrechta in Pierra de la Rue, ki je bil njen najljubši skladatelj. Na svojem dvoru je držala več slikarjev, med njimi tudi Mojstra Magdalenine legende (Meester van de Magdalenalegende) in Pietera van Coninxlooja.
Margareta je imela eno najzgodnejših zbirk predmetov iz Novega sveta, ki jih je prikazala v Savojski palači v Mechelenu. Hernán Cortés se je predstavil Margaretinemu nečaku Karlu V. z zakladi, ki so jih dobili od azteškega kralja Moctezuma leta 1519 in leta 1523, Margareta je dobila nekaj teh zakladov kot darilo od Karla. 

## V medijih
Margareto Avstrijsko je predstavila španska igralka Úrsula Corberó v televizijski oddaji Isabel.

## Galerija
- Margareta Avstrijska moli, anonimni slikar (južna Nizozemska) med 1500 in 1510; Muzej lepih umetnosti, Gent
- Margareta Avstrijska c. 1500, pripisano Pieteru van Coninxlooju.

## Grbi
- Grb samske dame (pred 1496)
- Grb španske princese (1496-1501)
- Grb savojske vojvodinje (po 1501)
- Grb grofice Burgundije in Artois (po 1509)